# 2022 QD261
2022 QD261 est un objet transneptunien de magnitude absolue 6,03 faisant partie des cubewanos découvert en 2022, mais retrouvé sur des données de 2017.

## Caractéristiques
2022 QD261 mesure environ 212 kilomètres de diamètre.